# Boris Karlov
Pour les articles homonymes, voir Karlov.
Pour l’article ayant un titre homophone, voir Boris Karloff.
Boris Karlov (11 août 1924 - 12 décembre 1964 à Kraljevo) est un accordéoniste bulgare. 

## Biographie
Boris Karlov naît à Sofia dans une famille d'origine tsigane. Son père, le trompettiste Karlo Aliev, dirige l'orchestre Sofiiska Korenyashka Grupa, souvent diffusé sur Radio Sofia. Dès son plus jeune âge, Karlov se passionne pour la musique folklorique bulgare. Il commence à jouer de l'ocarina puis de la tamboura dans l'orchestre de son père. Il y acquiert l'expérience de la structure harmonique de la musique bulgare. À 12 ans, Boris débute l'accordéon avec un instrument simple (Hohner 48 basses), et progresse avec un instrument plus important à 120 basses. Finalement, il se fait fabriquer un accordéon Scandalli sur mesure.
À la mort de son père, Boris Karlov prend la direction de son orchestre. Il est le premier accordéoniste de renom originaire de Bulgarie. Dans les années 1950, il est très sollicité à l'étranger, notamment en Yougoslavie, où il donne de nombreux concerts. Il meurt en tournée dans la ville serbe de Kraljevo à la suite d'une infection rénale,.

## Style musical
Il développe un nouveau style de jeu, reposant principalement sur des phrases courtes et simples, mais très rapides, souvent dans un rythme irrégulier, et reproduisant les ornementations d'instruments traditionnels bulgares tels que la gaïda (cornemuse) et le kaval (flûte).